# Dajnowa (sielsowiet Bastuny)
Dajnowa (biał. Дайнава; ros. Дайнова) – wieś na Białorusi, w obwodzie grodzieńskim, w rejonie werenowskim, w sielsowiecie Bastuny. W źródłach spotykana jest także nazwa Dajnowo.
W dwudziestoleciu międzywojennym leżała w Polsce, w województwie nowogródzkim, w powiecie lidzkim, do 11 kwietnia 1929 w gminie Żyrmuny, następnie w gminie Werenów.